# Tor Røste Fossen
Tor Røste Fossen (ur. 19 czerwca 1940 w Kolbu, zm. 7 sierpnia 2017) – norweski piłkarz występujący na pozycji bramkarza. Trener piłkarski.

## Kariera piłkarska
W swojej karierze Fossen reprezentował barwy zespołów Engerdal SPK, Eidsvold Turn oraz Rosenborg BK. Wraz z Rosenborgiem trzykrotnie zdobył mistrzostwo Norwegii (1967, 1969, 1971), a także dwukrotnie Puchar Norwegii (1964, 1971).

## Kariera trenerska
Po zakończeniu kariery piłkarskiej, Fossen został asystentem trenera w Rosenborgu. Później był także jego pierwszym trenerem. W sezonie 1972 dotarł z nim do finału Pucharu Norwegii. W sezonie 1973 powtórzył to osiągnięcie, a dodatkowo wywalczył wicemistrzostwo Norwegii. W Rosenborgu pracował do 1974 roku.
Następnie Fossen prowadził IK Start, a w 1978 roku został selekcjonerem reprezentacji Norwegii. W roli tej zadebiutował 29 marca 1978 w przegranym 0:3 towarzyskim meczu z Hiszpanią. W 1984 roku prowadzona przez niego kadra Norwegii wystąpiła na Letnich Igrzyskach Olimpijskich, które zakończyła na fazie grupowej. Trenerem reprezentacji był do 1987 roku.
Potem trenował Frigg Oslo FK, Faaberg Fotball, Strømsgodset IF, z którym w sezonie 1991 zdobył Puchar Norwegii oraz ponownie Frigg Oslo FK. Był to zarazem ostatni klub w jego karierze trenerskiej.